# 10960 Gran Sasso
10960 Gran Sasso (6580 P-L) là một tiểu hành tinh vành đai chính. Nó được đặt tên cho Gran Sasso d'Italia, một ngọn núi Ý.